# 御行の松

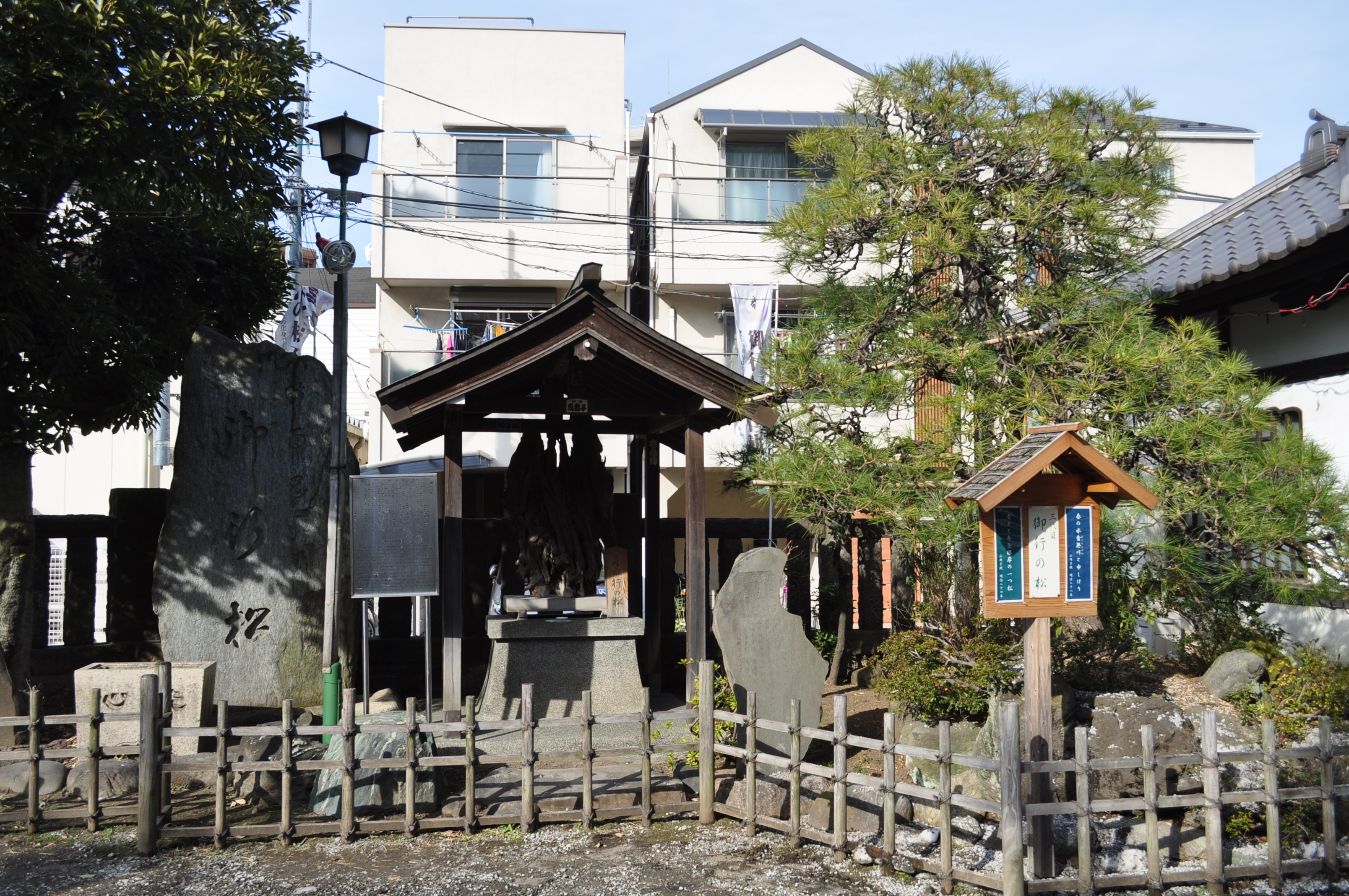
御行の松（2018年1月31日撮影）

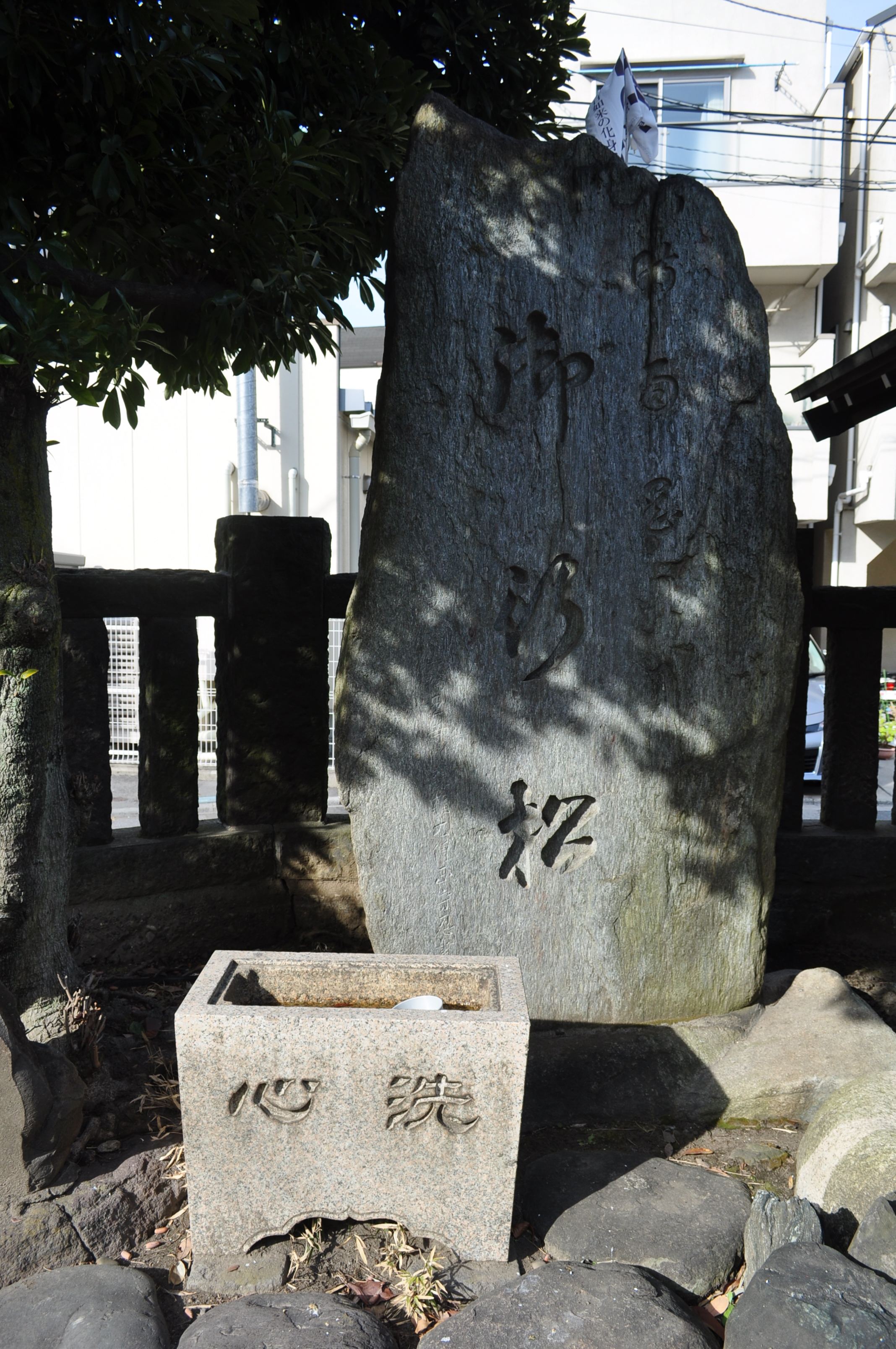
御行の松の石碑（2018年1月31日撮影）

御行の松（おぎょうのまつ）は、東京都台東区根岸にある西蔵院の不動堂（御行の松不動尊）に存する松の名前。2018年4月に四代目が植樹された。

## 歴史

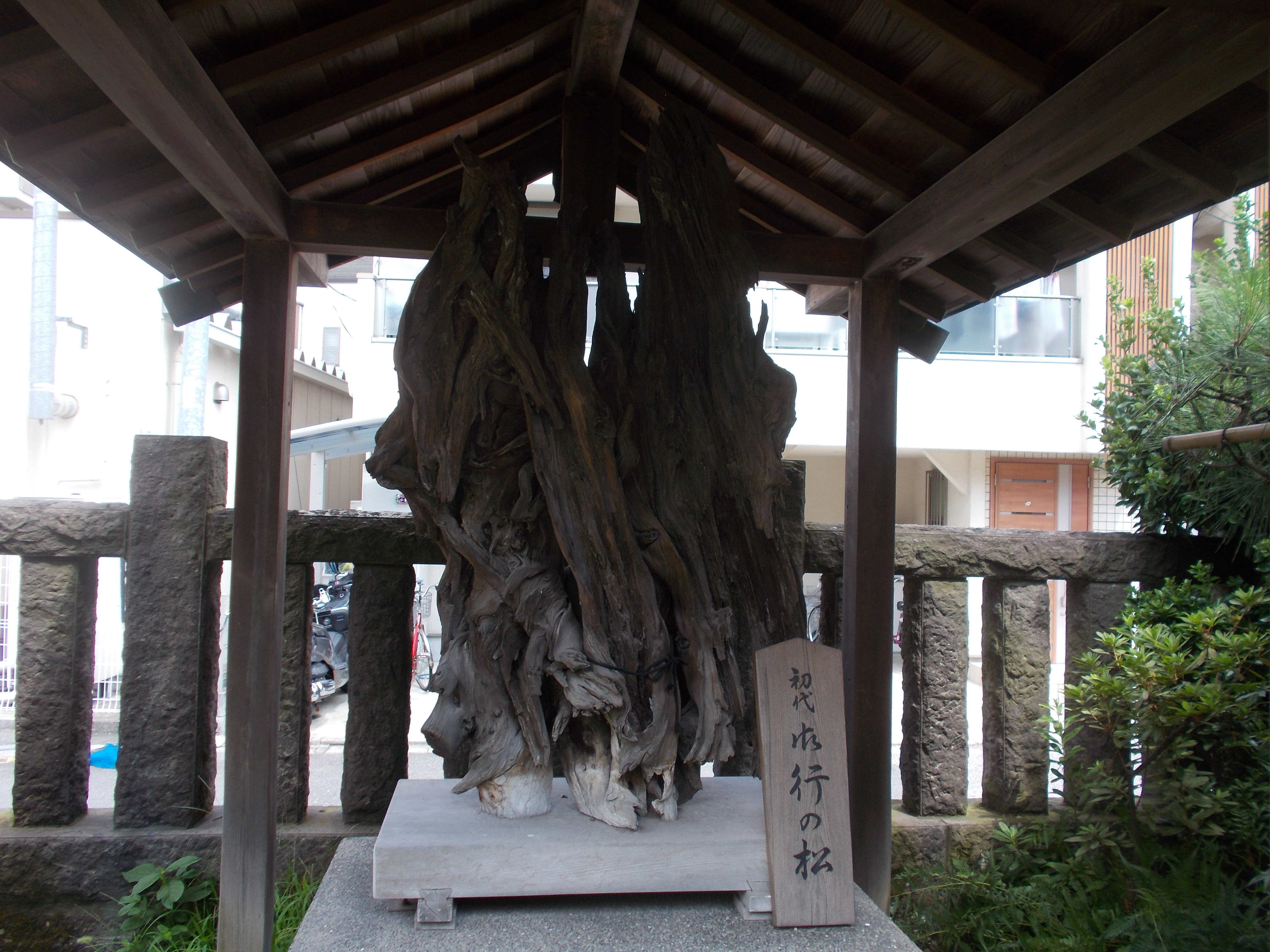
御行の松（初代）

初代の松は『江戸名所図会』や歌川広重の錦絵に描かれるほど知られていた。名前の由来は、輪王寺宮（上野寛永寺貫主である東叡大王）がその下で修行したからなど諸説ある。
近くの荒川区立第三日暮里小学校には「弟松」（三日松）が植えられており、同校と台東区立根岸小学校の校歌にも詠われている。
1925年（大正15年）10月20日に「根岸御行ノ松」として天然記念物指定された。その時には高さ約13.6メートル、目通り4.9メートルだったという。1928年（昭和3年）夏に枯死。同年11月30日に天然記念物指定解除となり、1930年（昭和5年）に伐採された。樹齢は約350年であった。
その後二代目として1956年（昭和31年）に上野中学校から松が移植されたが、すぐに枯れた。1976年（昭和51年）8月に植えられた三代目は盆栽状であるため、地元の団体（講）が初代のように大きく育つことを願い、隣に四代目を植えた。
不動堂に祀られている不動明王像は、初代の松の根を掘り起こして彫られたものである。